# イレク・トエ
イレク・トエ(モンゴル語: Ilek tö'e)とは、13世紀初頭にモンゴル帝国に仕えた千人隊長(ミンガン)の一人。『集史』などのペルシア語史料ではایلك توا（īlek tūā）と記される。tö'eという言葉は、モンゴルで「親指と人差し指との間の距離」を意味する。
チンギス・カンによって三男オゴデイの王傅に任ぜられ、イレク・トエ率いる千人隊はオゴデイ・ウルスの原型となった。

## 概要
イレク・トエに関する記録は『モンゴル秘史』など東方で編纂された史料にはなく、フレグ・ウルスで編纂された『集史』にのみ見出される。『集史』によると、イレク・トエはスルドス部族の枝族、タムガリク部族の出身であったという。諸史料でタムガリク部族出身とされるのはイレク・トエのみである。
『集史』によると、チンギス・カンによる諸子(ジョチ・チャガタイ・オゴデイ)諸弟(カサル・カチウン・オッチギン)への千人隊の分封が行われた際、イレク・トエはジャライル部のイルゲイ・ノヤン、ベスト部のデゲイ、コンゴタン部のダイルらとともにオゴデイに与えられたという。イレク・トエら4人の率いる千人隊(ミンガン)はオゴデイ・ウルスの原型となった。
イレク・トエの事蹟については全く記録がないが、『集史』によるとイレク・トエの子孫トマという人物がフレグ・ウルスに仕えてホラーサーンに駐屯し、『集史』編纂時点ではアミール・ムライがその地位を継承していたという。

## 初期オゴデイ・ウルスの4千人隊
- ジャライル部のイルゲイ・ノヤン
- ベスト部のデゲイ
- スルドス部のイレク・トエ
- コンゴタン部のダイル